# NGC 3396
NGC 3396 is een balkspiraalstelsel in het sterrenbeeld Kleine Leeuw. Het hemelobject werd op 7 december 1785 ontdekt door de Duits-Britse astronoom William Herschel.

## Synoniemen
- UGC 5935
- MCG 6-24-18
- ZWG 184.19
- KCPG 249B
- Arp 270
- VV 246
- PGC 32434